# Eirini-Marina Alexandri
Eirini-Marina Alexandri (* 15. September 1997 in Marousi, Griechenland) ist eine österreichische Synchronschwimmerin. Ihren bisher größten Erfolg feierte sie mit dem Weltmeistertitel im freien Programm bei den Weltmeisterschaften 2023 in Fukuoka.

## Erfolge
Bei den Europaspielen 2015 in Baku gewann Eirini-Marina Alexandri mit ihrer Drillingsschwester Anna-Maria Alexandri Silber im Duett.
Bei den Europameisterschaften 2020, die erst 2021 in Budapest veranstaltet wurden, gewannen beide jeweils die Bronzemedaillen im Duett (technisches Programm) und Duett (freies Programm).
Bei den Weltmeisterschaften 2022, wiederum in Budapest, gewann Eirini-Marina Alexandri zusammen mit Anna-Maria Alexandri Bronze im Duett (technisches Programm) und damit erstmals eine WM-Medaille im Synchronschwimmen für Österreich. Sie erreichten auf der Margareteninsel mit 91,2622 einen persönlichen Punkterekord. Russland, das mehrere Jahre davor Gold erzielte, war wegen des Überfalls auf die Ukraine von der Teilnahme ausgeschlossen.
2025 wurde Eirini-Marina mit ihrer Schwester Anna-Maria Alexandri bei der Europameisterschaft der Synchronschwimmerinnen in Funchal Europameisterin in der Technik-Kür. In der freien Kür traten die Schwestern nicht an. Bei den Schwimmweltmeisterschaften 2025 in Singapur 
gewannen sie mit dem Punkterekord von 307,1451 Zählern.